# شیدیر (شهرستان بازارقرغون)
شیدیر (به لاتین: Shydyr) یک روستا در قرقیزستان است که در شهرستان بازارقرغون واقع شده‌است. شیدیر ۳٬۸۱۹ نفر جمعیت دارد و ۷۸۷ متر بالاتر از سطح دریا واقع شده‌است.